# Leonid Alexandrowitsch Arbusow
Leonid Alexandrowitsch Arbusow (russisch Леонид Александрович Арбузов), (* 7. Januarjul. / 19. Januar 1848greg. in Mitau, Gouvernement Kurland, Russisches Kaiserreich; † 1. Januarjul. / 14. Januar 1912greg. auf Sassenhof bei Riga) war ein russischer Historiker, der sich der Geschichte des Baltikums nach der Aufsegelung Livlands widmete.

## Leben

### Herkunft und Familie
Leonid Arbusow entstammte einer russischen Landadelsfamilie, seine Eltern waren der russische Leutnant Alexander Arbusow († 1855) und Natalja Tschudowskaja. Er wuchs als Vollwaise im Hause von Magnus Georg Paucker (* 1787; † 1855) in Mitau auf und vermählte sich 1881 in Bauske mit Olga Anschütz. Der Historiker Leonid Hans Nikolaus Arbusow (* 1882; † 1951) war sein Sohn.

### Werdegang
Arbusow besuchte Schulen in Wiborg, Mitau und Dorpat. Sein Studium, zunächst der Zoologie begann er 1867 an der Kaiserlichen Universität Dorpat, wechselte dann aber schnell zur Medizin nach Leipzig, was er bis 1871 wiederum in Dorpat fortsetzte. Dann 1871 bis 1873 stud. rer. nat. und 1873 bis 1876 stud. hist. in Göttingen bei Georg Waitz.
Er nahm 1877 bis 1885 zuerst eine Stellung wissenschaftlicher Kreisschullehrer in Bauske an, war 1885 bis 1888 Kreisschulinspektor in Tuckum, dann Privatgelehrter in Mitau.
1893 wurde er von der Gesellschaft für Geschichte und Altertumskunde der Ostseeprovinzen Russlands zum Herausgeber der II. Abteilung des Livländischen Urkundenbuchs gewählt. 1889 war er korrespondierendes Mitglied und seit 1894 Mitdirektor der Gesellschaft für Geschichte und Altertumskunde. Später, 1898 war er ebenfalls korrespondierendes Mitglied und seit 1909 Ehrenmitglied der Genealogischen Gesellschaft der Ostseeprovinzen. Schließlich ab 1900 war er auch noch korrespondierendes Mitglied der Kurländischen Gesellschaft für Literatur und Kunst.
Arbusow lebte ab 1893 bis zu seinem Tode in Sassenhof bei Riga.

## Würdigung
Mit seinem vielfach neu aufgelegten und ständig erweiterten Werk Grundriß der Geschichte Liv-, Est- und Kurlands hat Arbusow einen herausragend wesentlichen Beitrag zur baltischen Geschichtskenntnis für die älteren Zeiten bis ins 18. Jahrhundert geleistet. Ein weiteres Herausstellungsmerkmal sind seine Forschungen zur mittelalterlichen Personenkunde Livlands. Die von ihm zusammengestellten Nachrichten über rund 1000 Deutschordensbrüder und mehr als 5000 Geistliche und Beamte Altlivlands stellen eine der bedeutenden Grundlagen für die kulturhistorische Erschließung des livländischen Mittelalters dar.

## Werke
Autor
- Grundriß der Geschichte Liv-, Est- und Kurlands, Mitau-Riga 1889
- Das älteste Wittschopbuch der Stadt Reval (1312–1360), 1890
- Die im Deutschen Orden in Livland vertretenen Geschlechter, Mitau 1901
- Livlands Geistlichkeit vom Ende des 12. bis ins 16. Jahrhundert, Mitau 1902

Herausgeber
- Liv-, Est- und Kurländisches Urkundenbuch, II. Abt., Bd. 1 bis 3 (1494–1510), Riga 1900–1914
- Liv-, Est- und Kurländisches Urkundenbuch, III. Abt. (Akten und Rezesse der Livländischen Ständetage), Bd. 3 (Plettenberg-Bd.), Riga 1910